# Міхаель Золльбауер
Міхаель Золльбауер (нім. Michael Sollbauer, нар. 15 травня 1990, Санкт-Файт-ан-дер-Глан) — австрійський футболіст, захисник клубу «Рід». Виступав також за низку австрійських і закордонних клубів.

## Клубна кар'єра
Міхаель Золльбауер народився 1990 року в місті Санкт-Файт-ан-дер-Глан. Розпочав займатися футболом у юнацькій команді клубу «Вітерздорф», пізніше грав за юнацьку команду клуб «Кернтен». У професійному футболі Золльбауер дебютував 2008 року виступами за команду «Аустрія Кернтен», в якій грав до 2010 року, взявши участь у 18 матчах чемпіонату. У 2010 році футболіст перейшов до клубу «Вольфсбергер», у якому грав до 2020 року, та став одним із основних гравців захисту команди.
У 2020 році Міхаель Золльбауер став гравцем англійського клубу «Барнслі». У 2021 році австрійський захисник перейшов до німецького клубу «Динамо» (Дрезден). З 2022 до 2024 року футболіст грав на батьківщині у складі клубу «Рапід» (Відень). З 2024 року Золльбауер грає у складі австрійського клубу «Рід».

## Виступи за збірну
У 2011 році Міхаель Золльбауер зіграв 3 матчі у складі молодіжної збірної Австрії.